# Каспарян, Роже
Роже Каспарян (фр. Roger Kasparian, 12 января 1938, Париж, Франция — 15 февраля 2024, Грузия) — ведущий французский фотограф 1960-х годов. Известен тем, что талантливо фотографировал величайших певцов и актёров.

## Биография
Роже Каспарян родился 12 января 1938 года в Париже. Он является сыном Варастада Каспаряна, пережившего геноцид армян 1915 года. Варастад прибыл во Францию в 1924 году вместе со 100 другими армянскими сиротами, которых приняли и воспитали в замке в Луар и Шер.
В 16 лет присоединился к фотостудии своего отца. Вскоре его увидели и узнали на всех ведущих площадках Франции и все артисты того времени. В том числе The Beatles, The Rolling Stones, The Who, Франсуаза Арди, Марианна Фейтфул, Серж Генсбур.
Работы Каспарян, от черно-белых до цветных фотографий, украшали молодежные журналы и звукозаписывающие компании той эпохи.
В июне 2013 года Snap Galleries посвятил ему первую выставку, представив небольшую часть его работ. В сентябре того же года последовала выставка в галереи ArtClub на площади Белькур в Лионе.
14 ноября 2024 года посольство Франции в Беларуси в партнерстве с Falcon Club Cinéma Boutique представило выставку фотографий Каспаряна.
Помимо известных при жизни работ, Каспарян более 50 лет хранил в тайне архив, иллюстрирующий рождение эпохи рок-н-ролла во Франции.
Умер 15 февраля 2024 года во время пребывания в Грузии, где делался репортаж. Рядом с ним были внук Норван и дочка Лидия.